# El viento en los sauces

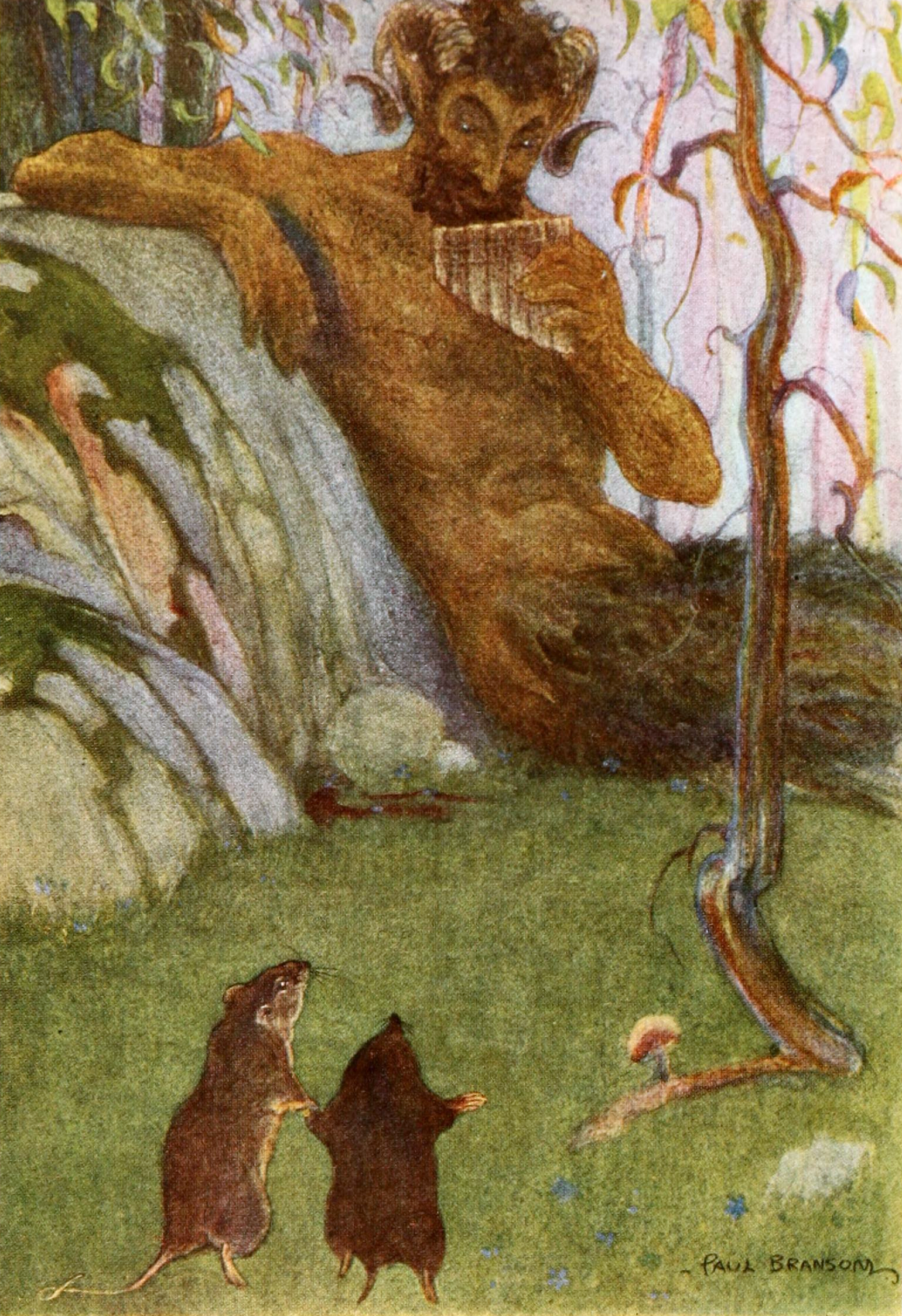
Frontispicio (ed. de 1913).

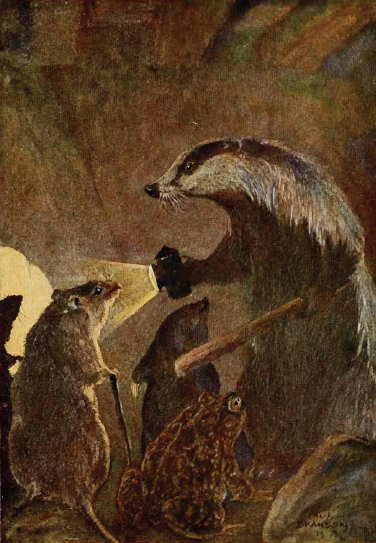
Ilustración de la ed. de 1913.

El viento en los sauces (en inglés, The Wind in the Willows) es una novela, obra del autor escocés Kenneth Grahame. Publicada en 1908, su éxito la convirtió muy pronto en un clásico de la literatura infantil en lengua inglesa.

## Origen
Grahame escribió la fábula para su hijo Alistair, que fue quien, cuando tenía cuatro años, escogió los animales.[cita requerida] Su padre desarrolló la historia a lo largo de 15 cartas escritas a su hijo y, tras dimitir de su cargo como secretario del Banco de Inglaterra en junio de 1908, finalmente la publicó en octubre de 1908. Este canto a la vida pastoral inglesa, a la vida sencilla y a la amistad, está lleno de humor y poesía. En la novela se mezclan misticismo, aventura, moralidad y camaradería. Gracias al éxito conseguido, Kenneth Grahame, que había escrito poesía sin éxito antes de pasarse a la prosa, pudo dejar su trabajo en el Banco de Inglaterra y trasladarse al campo.

## Personajes
- Topo: Es un topo afable, hogareño y sencillo. Harto de limpieza este incursiona en el mundo exterior pero es sobrecogido por el ajetreo y el bullicio de la orilla del río, aunque finalmente se adapta.
- Ratito: Es una rata (macho) de agua culta, relajada y agradable, con pretensiones literarias y una vida de ocio. Ratito ama el río y toma a Topo bajo su ala. Aunque algunas fuentes señalan a sir Arthur Quiller-Couch como el modelo para el personaje de Ratito,[3] otras afirman que está basado en Frederick Furnivall, también amigo de Grahame y, al igual que Quiller-Couch, muy aficionado al remo.[4] quien podría incluso haber animado a Grahame a escribir la novela.[5]
- Sr. Sapo: Es un sapo rico y descendiente de los Sapos y dueño de la mansión Toad Hall. Es bonachón, bondadoso y con inteligencia pero mimado, engreído e impulsivo; con manías a los barcos y el automovilismo, que termina siendo encarcelado por robo, conducción temeraria e impertinencia. Algunas fuentes afirman que el personaje está basado en parte en Alistair, el hijo de Grahame.[3]
- Sr. Tejón: Es un tejón a quien no le gusta la compañía, y encarna la figura de un "sabio y ermitaño" que vive en un vasto subterráneo que incorpora los restos de un asentamiento romano enterrado. Es amigo del difunto padre del Sr. Sapo e intransigente con el sapo pero optimista de que sus buenas cualidades prevalecerán.
- Nutria: Es un amigo de Ratito, un estereotipo de un "vendedor ambulante". Es extrovertido y autosuficiente.
- Las Comadrejas del Bosque Salvaje: Son los antagonistas principales de la historia. Ellos traman apoderarse de Toad Hall.
- Habitantes del bosque: ardillas y conejos.
- Pan: Un dios que hace su aparición única en el capítulo 7.

## Resumen
Un topo, cansado de la limpieza de primavera sale sorpresivamente a pasear y a conocer el mundo exterior donde conoce a una Rata de Agua. Traba amistad y se queda a vivir con él. Conoce a diversos personajes que habitan en los alrededores: (el Sapo, el Tejón, la Nutria) y se enfrascan en diversas aventuras.

## Análisis
Se puede ver en la novela una representación de las clases sociales inglesas, pues el Sapo, un personaje crucial, parece ser un miembro de la clase alta, la Rata y el Tejón representan la clase media, y el Topo, debido a su propia naturaleza, representa a la clase baja.
El libro está escrito con un lenguaje llano y accesible, con toques de poesía y sentido del humor. Se destacan valores como la amistad, la lealtad, las satisfacciones de llevar una vida ocupada y laboriosa, los sencillos placeres de la comida y la bebida con amigos. Sin resultar moralizante, da algunas lecciones sobre los comportamientos irreflexivos y la vanidad, encarnada en el personaje del Sapo.

## Ilustración
Aunque las ilustraciones realizadas por E. H. Shepard para la edición de 1931 son consideradas las definitivas, distintas ediciones del cuento han sido ilustrados por unos 50 artistas, destacando entre ellos Paul Bransom (1913), Arthur Rackham (1940), Tasha Tudor (1966), Michael Hague (1980), Inga Moore (1999), Scott McKowen (2005), Robert Ingpen (2007), Michael Foreman, Patrick Benson o John Burningham.

## Recepción crítica
El libro fue publicado en octubre de 1908 por Methuen, tras haber sido rechazado por varios editores. Aunque la recepción crítica inicial fue muy negativa, en enero de 1909, el entonces presidente de los EE. UU., Theodore Roosevelt, le escribió a Grahame para comentarle que su esposa había leído el libro para sus hijos y que él mismo lo había «leído y releído». Más tarde, Roosevelt propuso a la editora estadounidense Scribner que lo publicara.

## Obra teatral
El 17 de diciembre de 1929 se representa en el Lyric Theatre de Londres la primera dramatización de "El viento en los sauces". El autor inglés A. A. Milne, más conocido por ser el creador en 1926 del oso Winnie the Pooh, titula la obra de teatro El sapo de Toad Hall (Toad of Toad Hall). La obra tiene cuatro personajes: Rata, el Tejón, el Topo y el Sapo.

## Adaptaciones en el cine y la televisión
- En 1949, se hizo un corto animado de Walt Disney parte de su undécimo largometraje clásico La leyenda de Sleepy Hollow y el Señor Sapo, narrada por Basil Rathbone. La primera mitad de la película animada es en la que se muestra el corto con el nombre El Señor Sapo. La segunda mitad es la que muestra el corto de La leyenda de Sleepy Hollow, basada en la obra de Washington Irving.
- En 1967, el célebre grupo británico de rock progresivo Pink Floyd lanza su álbum debut, titulado The Piper at the Gates of Dawn al igual que el nombre del séptimo capítulo del libro escrito por Kenneth Grahame y el cual al parecer había tenido influencia en la infancia del compositor y cantante de la banda, Syd Barrett.[9]
- Entre 1984 y 1990 se realizaron cuatro temporadas de una serie de televisión (anteriormente se hizo una película en 1983), usando los mismos sets y personajes en las historias originales, pero también se incluyeron algunos capítulos del libro que fueron omitidos en la película, como "The Piper at the Gates of Dawn". Los personajes eran muñecos animados mediante la técnica de la animación en volumen. El reparto de actores de voz incluyó a David Jason, Sir Michael Hordern, Peter Sallis, Richard Pearson e Ian Carmichael.
- En 1987, fue una película musical para televisión producida por Rankin/Bass. Esta versión fue muy fiel al libro y aparece un número de canciones originales, incluyendo el título de su mismo título, interpretado por la cantante de folk Judy Collins. El reparto de voz incluye a Eddie Bracken como el topo, José Ferrer como tejón, Roddy McDowall como Ratty y Charles Nelson Reilly como Sapo.
- En 1988, se hizo otra adaptación en Australia, como un especial para televisión producido por Burbank Films Australia y adaptado por Leonard Lee.
- En 1996, Terry Jones dirige la versión cinematográfica de la novela. En la película intervienen los siguientes actores: Steve Coogan, Eric Idle, Terry Jones, Antony Sher, Nicol Williamson, John Cleese, Stephen Fry, Bernard Hill, Michael Palin, Nigel Planer, Julia Sawalha y Victoria Wood. Como en el cuento, el señor Topo consigue salir de su hogar después de un temblor de tierra, y con la ayuda de la Rata, que vive en la margen del río, emprende la busca del señor Sapo. Los animales, que viven a orillas del río una vida apacible y tranquila, están deseando conocer un poco más de ese ancho mundo que se propone lleno de aventuras.
- En el séptimo capítulo de la décima temporada de Los Simpsons, Lisa obtiene un 10, el curso de Lisa debe leer la novela para rendir un examen.
- En la adaptación cinematográfica de Matilda, la Señorita Honey regala de manera secreta la novela a la protagonista, justo después de una discusión con sus padres acerca del futuro de Matilda.

## Futuros proyectos
- En 2003, Guillermo del Toro estaba trabajando en una adaptación para Disney. Es la mezcla de acción en vivo con animación CGI, y el director explicó por qué tuvo que abandonar el proyecto. «Es un libro hermoso, luego fui a reunirme con los ejecutivos y dijeron, "Podría andar el Sapo en monopatín y decir cosas locas," y entonces dije: "ha sido un placer...".»[cita requerida]
- En 2010, se anunció que Ray Griggs estaba desarrollando una adaptación de la mezcla de acción en vivo y animación CGI de la historia, programada para comenzar a filmar a finales de 2010 en Nueva Zelanda.[cita requerida]
- En diciembre de 2011 se anunció que Julian Fellowes, junto a los compositores George Stiles y Anthony Drewe, escribiría el guion para una adaptación musical del libro que se estrenaría en el West End.[10]